# Daniel Jackson (Musiker)
Daniel Jackson (* 1. Januar 1937 in San Diego; † 27. August 2014 in San Diego) war ein US-amerikanischer Jazz-Saxophonist, Pianist, Komponist und Musikpädagoge, der in der Musikszene von San Diego aktiv war.

## Leben und Wirken
Jackson wurde im Stadtteil La Jolla, nördlich der Innenstadt San Diegos geboren. Er lernte als Jugendlicher – von Harold Land beeinflusst – Saxophon. Nach Abschluss der San Diego High School spielte er von 1956 bis 1959 während seines Militärdienstes in einer U.S. Air Force Band in Illinois, wo er Wes Montgomery und Jack McDuff kennenlernte. Erste Aufnahmen entstanden 1959 für Pacific Jazz Records in New York als Mitglied der Four Souls, einer von Lennie McBrowne geleiteten Band. In New York schrieb er eauch Musik für Cannonball Adderley. In den folgenden Jahren arbeitete er als Saxophonist  u. a. in den Bands von Ray Charles und Buddy Rich. In seinen späteren Jahren trat er als Pianist in verschiedenen Jazzclubs von San Diego auf; 2013 erhielt Jackson bei den San Diego Music Awards den Preis für sein Lebenswerk. Seinen letzten Auftritt hatte er bei einem Benefizkonzert zu seinen Gunsten im April 2014 im Club Dizzy's. Er beeinflusste aus San Diego stammende Musiker wie Mark Dresser, Bob Magnusson, Arthur Blythe, Jamie Shadowlight, Dave Scott, Gilbert Castellanos, James Zollar und Mitch Manker; außerdem war er Mentor des Saxophonisten Hollis Gentry und des Keyboarders Carl Evans, Jr. Im Bereich des Jazz war er zwischen 1960 und 2006 an 16 Aufnahmesessions beteiligt. Jackson starb im August 2014 im Alter von 77 Jahren an Blasenkrebs in Rancho Penasquitos.